# Adolf Heuken
Adolf Heuken, S.J. (* 17. Juli 1929 in Coesfeld; † 25. Juli 2019 in Jakarta) war ein katholischer Priester, Autor und Verleger. Er lebte seit 1963 in Jakarta, Indonesien.
Er lehrte in verschiedenen Hochschulen in Jakarta und Yogyakarta Christliche Ethik. Er war Gründer der deutschsprachigen katholischen Gemeinden in Jakarta (1971), Singapur (1981) und Kuala Lumpur (1988). Für seine Verdienste um die deutsch-indonesische Freundschaft wurde er 2008 mit dem Bundesverdienstkreuz am Bande ausgezeichnet.
Pater Adolf Heuken SJ wurde auf dem Jesuitenfriedhof von Mary Queen of Peace in Girisonta (Zentraljava/Indonesien) am 27. Juli 2019 beigesetzt.

## Werke
- Historical Sites of Jakarta, Jakarta, 2007
- Deutsch-Indonesisches Wörterbuch, Jakarta, 2009
- Indonesisch-Deutsches Wörterbuch, Jakarta, 2009
- Christianity in Asia from its Beginnings till today – Agama Kristen di Asia, I und II, Jakarta, 2008, 2010 in Bahasa Indonesia
- The Earliest Portuguese Sources for the History of Jakarta, Jakarta, 2002
- „... dahin wo der Pfeffer wächst – Vierhundert Jahre Deutsche auf den Inseln Indonesiens“, Jakarta, 2010
- Teknik mengarang, Yogyakarta, 2008

Zwei seiner Bücher wurden von der indonesischen Staatsanwaltschaft verboten und konfisziert.